# Brunssum
Brunssum () è un comune olandese di 29 463 abitanti situato nella provincia del Limburgo.
È la base del Joint Force Command Brunssum della NATO.

## Storia
La città è stata a partire dal 1967, in seguito al ritiro della Francia dalla struttura militare della NATO del comando dell'Allied Forces Central Europe che in precedenza aveva la sua sede a Fontaineblau. Dal 2000 al 2004 è stata sede del comando dell'Allied Forces North Europe e attualmente è la sede del Joint Force Command Brunssum della NATO.

## Amministrazione

### Gemellaggi
- Alsdorf

## Sport
A Brunssum aveva sede lo Sport Vereniging Limburgia, squadra di calcio vincitrice del campionato olandese 1949-1950 e poi successivamente scioltasi nel 1998.